# Quintenic
Quintenic är en kommun i departementet Côtes-d'Armor i regionen Bretagne i nordvästra Frankrike. Kommunen ligger i kantonen Lamballe som tillhör arrondissementet Saint-Brieuc. År 2022 hade Quintenic 364 invånare.

## Befolkningsutveckling
Antalet invånare i kommunen Quintenic
Referens:INSEE